# Salvador Dalí (film 1970)
Salvador Dalí è un documentario 1970 diretto da Jean-Christophe Averty e basato sulla vita del pittore spagnolo Salvador Dalí.